# 新井一典
内藤 一典（ないとう いってん、1958年5月3日 - ）は、日本の俳優、声優。北海道出身。旧芸名：新井 一典（あらい かずのり）。スタジオゾル提携アーティスト。以前は東京俳優生活協同組合に所属していた。2002年から活動拠点を徳島県に置き、舞台・イベント・ラジオパーソナリティーとして活躍中。

## 来歴
1983年に俳協養成所を卒業（11期生）し、東京俳優生活協同組合に所属。
2002年から徳島県にて芸能塾ONEの代表を務めている。

## 出演作品

### テレビドラマ
- おしん（1983年-1984年、NHK）
- 太陽にほえろ! 第570回・第582回・第618回・第705回（1984年-1986年、日本テレビ）
- 生きて行く私（1984年、MBS）
- ジャングル（1987年、日本テレビ）
- 武田信玄（1988年、NHK）
- 翔ぶが如く（1990年、NHK）
- 太平記（1991年、NHK）
- 信長 KING OF ZIPANGU（1992年、NHK）
- 風の刑事・東京発!消えた共犯者!?故郷を探す女（1995年-1996年、テレビ朝日）
- サイコメトラーEIJI（1997年、日本テレビ）
- 松本清張特別企画・危険な斜面（2000年、TBS）

### 特撮
1987年
- 時空戦士スピルバン
- 光戦隊マスクマン（父親役（第41話））

1988年
- 仮面ライダーBLACK（タマムシ怪人の声、ネズミ怪人の声、科学者役（第44話））
- 仮面ライダーBLACK RX（牙隊長ゲドリアンの声、怪魔妖族・武陣の声）

1989年
- 仮面ライダーBLACK RX（怪魔ロボット・クロイゼルの声、オオサワ先生役（第37話）、グレートマスクの声）
- 機動刑事ジバン（ムカデノイドの声、カメノイドの声）
- 高速戦隊ターボレンジャー（ゴクアクボーマの声、氷魔の声）

1990年
- 高速戦隊ターボレンジャー（ヨロイボーマの声）
- 地球戦隊ファイブマン（悪魔テレビの声）

1993年
- 五星戦隊ダイレンジャー（陽炎頭巾の声[5]）

1994年
- 忍者戦隊カクレンジャー（妖怪レプリカ軍団の声、ドロドロの声（第12話）、妖怪たちの声（第53話））
- ブルースワット（ザイバーの声、ケルの声、グラガの声、デスキーラ3兄弟モンの声）

1995年
- 重甲ビーファイター（井崎礼二郎 役）
- 超力戦隊オーレンジャー（バラハッカーの声、カメラトリックの声）

1997年
- 電磁戦隊メガレンジャー（シロアリネジレ（オス）の声）

2000年
- 未来戦隊タイムレンジャー（悪徳殺人医ドクの声）

### 舞台
- レクイエム　ONE　MORE　TIME　天才達の憂い（2007年）※演出も担当
- 狂走曲009 誰が為に謳う（2008年）
- リーディング・ドラマ　「第1話ラブ・ストーリー」「第2話セッション」（2009年）※演出のみ
- ONE流　「かもめ」（2010年）※演出も担当
- 友よ!陽はまだ沈まぬ（2012年）
- 一人芝居「姿三四郎」（2016年）

### ラジオドラマ
1992年
- ガイア・ギア（マドラス・カリア）

2015年
- ヒノマル（テンドウ）

### 劇場アニメ
1992年
- 紅の豚（空賊連合ボス）

### テレビアニメ
2017年
- HINOMARU!（ヤマト、ナレーション）